# Jeffrey Fowler (Admiral)

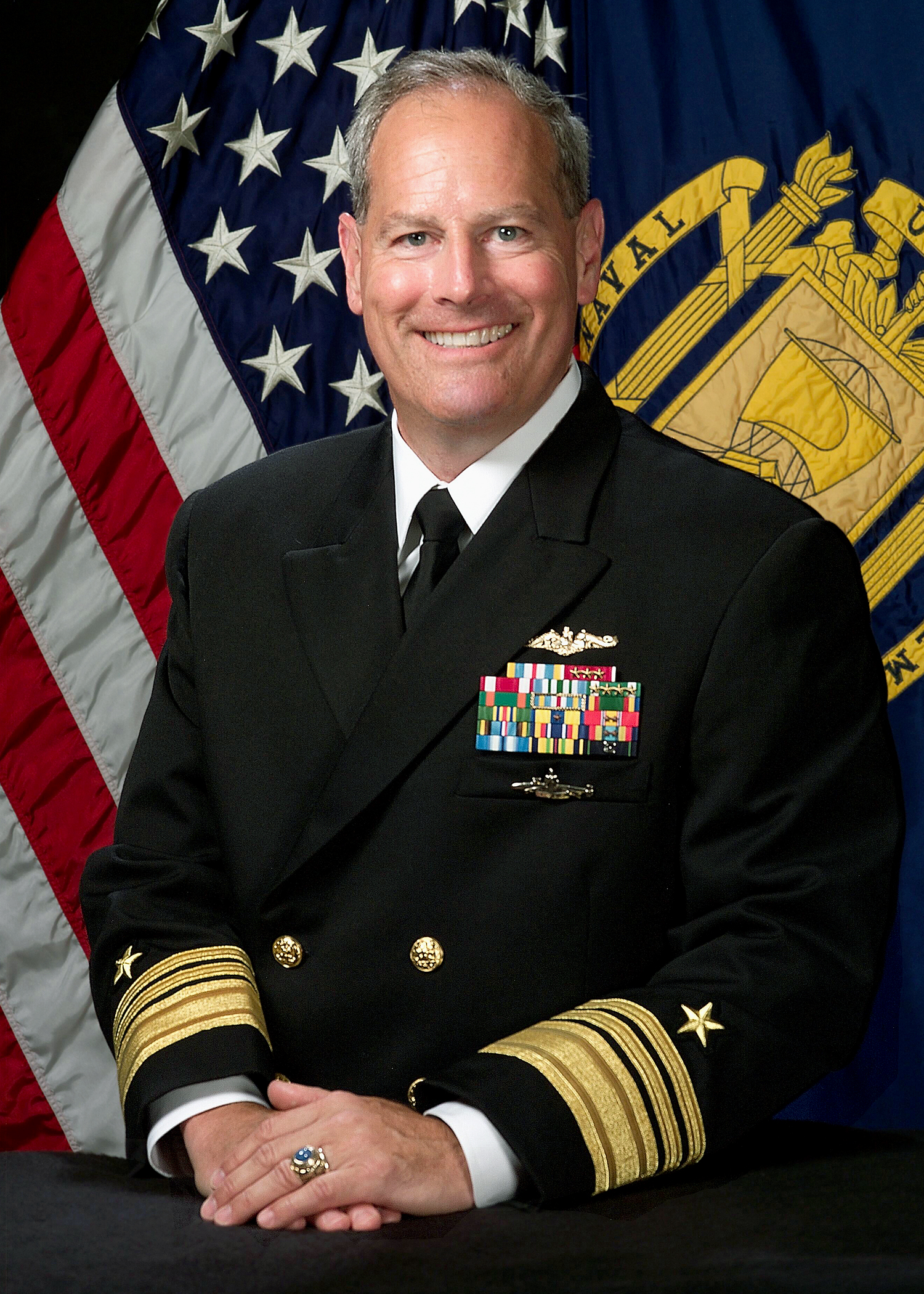
Jeffrey L. Fowler

Jeffrey L. Fowler (* 25. Mai 1956) ist ein pensionierter Vizeadmiral der United States Navy. Er war unter anderem Leiter (Superintendent) der United States Naval Academy (USNA).

## Leben
Jeffrey Fowler wuchs in Bismarck in North Dakota auf, wo er die öffentlichen Schulen besuchte. Im Jahr 1978 absolvierte er die United States Naval Academy in Annapolis in Maryland. In der amerikanischen Kriegsmarine durchlief er anschließend alle Offiziersränge bis zum Vizeadmiral.
Im Lauf seiner militärischen Karriere absolvierte er verschiedene Kurse und Schulungen. Dazu gehörten unter anderem die Chaminade University of Honolulu, die Harvard Kennedy School und die Syracuse University. Außerdem absolvierte er die Denkfabrik Council on Foreign Relations.
In der Marine wurde er den U-Booten zugeteilt. Er diente auf verschiedenen Schiffen wie der USS Bremerton, der USS Alaska, der USS Montpelier und der USS Hyman G. Rickover. Alle diese Schiffe waren U-Boote mit atomarem Antrieb. Später kommandierte er das ebenfalls nuklear angetriebene U-Boot USS Charlotte und dann die 3. U-Boot-Staffel (Submarine Squadron Three), der acht atombetriebene U-Boote unterstanden. Er war in diesen Funktionen fast auf allen Weltmeeren eingesetzt.
Neben diesen Kommandos auf See bekleidete er auch verschiedene Aufgaben an Land bei unterschiedlichen Marinehauptquartieren. Unter anderem war er Ausbilder an der U-Bootschule der Pazifik Flotte (Naval Submarine Training Center, Pacific). In der Folge war er auch Mitglied einiger Marinestäbe, die sich mit den verschiedenen Antriebsarten von U-Booten befassten wie z. B. die Submarine Programs Section of the Programming Division, deren Leitung er zwischenzeitlich innehatte. Diese Abteilung ist eine Stabsabteilung des Chief of Naval Operations. Darüber hinaus gehörte er auch dem erweiterten Stab der Joint Chiefs of Staff und des United States Strategic Commands an.
Nach dem Erreichen der Admiralsränge war Fowler in unterschiedlichen Funktionen Stabsoffizier der Sechsten Flotte, zuletzt als stellvertretender Kommandeur. Außerdem kommandierte er die südliche U-Boot-Flotte der NATO (Allied Naval Forces South) und die 8. U-Boot-Gruppe (Submarine Group 8), die beide in Neapel in Italien stationiert sind.
Am 8. Juni 2007 übernahm Jeffrey Fowler als Nachfolger von Rodney P. Rempt als Superintendent die Leitung der Marineakademie in Annapolis. Dieses Amt bekleidete er bis zum 3. August 2010 als Michael H. Miller seine Nachfolge antrat. In dieser Zeit gab es an der Akademie einen illegalen Fonds aus dem unter anderem die Finanzierung von teuren Partys, die teilweise im Haus des Superintendenten stattfanden, abgewickelt wurde. Fowler leitete diesen Fonds nicht selbst und ihm war nach eigener Aussage auch nicht dessen Illegalität bewusst. Außerdem gab es auch andere Verstöße gegen den militärischen Ehrenkodex. Die Marine untersuchte diese Vorgänge und bezeichnete sie als Schande (Shame). Als Konsequenz trat Fowler am 3. August 2010 vorzeitig von seinem Amt als Leiter der Akademie zurück. Seine reguläre Amtszeit wäre noch bis Ende des Monates gelaufen.
Im Jahr 2021 wurde er erster Präsident des Dienstleisters Golden Key Group. 

## Orden und Auszeichnungen
Jeffrey Fowler erhielt im Lauf seiner militärischen Laufbahn unter anderem folgende Auszeichnungen:
- Defense Superior Service Medal
- Legion of Merit
- Meritorious Service Medal
- Joint Service Commendation Medal
- Navy Commendation Medal
- Navy Achievement Medal